# Carex aequialta
Carex aequialta är en halvgräsart som beskrevs av Georg Kükenthal. Carex aequialta ingår i släktet starrar, och familjen halvgräs. Inga underarter finns listade i Catalogue of Life.